# 小野謙次郎
小野 謙次郎（おの けんじろう、1899年11月20日 - 1983年10月5日）は、日本の元裁判官。名古屋高等裁判所長官、札幌高等裁判所長官などを務めた。

## 略歴
佐賀県に生まれる。1917年福岡県立中学修猷館を経て、1923年東京帝国大学法学部法律学科（独法）を卒業。
1925年判事に任官され、福岡地方裁判所判事、長崎控訴院判事部長を経て、1946年2月山形地方裁判所所長に進み、鹿児島地方裁判所所長、福岡高等裁判所判事、福岡地方裁判所所長を歴任の後、1960年11月札幌高等裁判所長官、1963年6月名古屋高等裁判所長官に就任。1964年11月停年退官。